# Stor-Jorm
Stor-Jorm är en sjö i Strömsunds kommun i Jämtland och ingår i Ångermanälvens huvudavrinningsområde. Sjön är 76 meter djup, har en yta på 15,51 kvadratkilometer och befinner sig 343 meter över havet.